# Sorcy-Bauthémont

Sorcy-Bauthémont este o comună în departamentul Ardennes din nordul Franței. În 1 ianuarie 2022 avea o populație de 147 de locuitori.